# Taddeo Barberini
Taddeo Barberini (1603-1647) foi um nobre italiano da Casa de Barberini, que se tornou Príncipe da Palestrina e Gonfaloneiro da Igreja; Comandante do Exército Papal. Era sobrinho do Papa Urbano VIII e irmão dos cardeais Francesco Barberini e Antonio Barberini. Graças ao famoso nepotismo de seu tio, os irmãos moldaram a política, a religião, a arte, a música e a arquitetura italiana do século XVII.

## Biografia
Barberini nasceu em 1603, filho de Carlo Barberini e Costanza Magalotti. Era sobrinho dos irmãos cardeais Maffeo Barberini (mais tarde Papa Urbano VIII) e Antonio Marcello Barberini (mais tarde também cardeal) e Lorenzo Magalotti; era irmão de Francesco Barberini e Antonio Barberini, ambos se tornaram cardeais quando seu tio tornou-se papa. Como seus irmãos, Taddeo foi educado no Collegio Romano.

### Pontificado do Papa Urbano VIII
Em 1623, Maffeo Barberini foi eleito Papa Urbano VIII e as fortunas de Taddeo Barberini melhoraram consideravelmente. O nepotismo do Papa Urbano tornou-se lendário e os papas do século XVII posteriormente juraram ser diferente (embora alguns não fossem). Quase que imediatamente Barberini foi nomeado Gonfaloneiro da Igreja; Comandante do Exército Papal, embora durante os conflitos posteriores seu irmão, o Cardeal Antonio Barberini, também comandou as tropas papais e mercenárias no campo.
Em 1624, Taddeo assumiu o controle do Ducado de Urbino, abandonou a Urbano VIII, após a morte de Federico Ubaldo. Quando Francesco Maria morreu em 1631, o ducado foi transferido para os Estados Pontifícios.
Em 14 de outubro de 1627, Barberini se casou com Anna Colonna, filha de Filippo I Colonna, em uma cerimônia luxuosa presidida pelo próprio Papa no Castel Gandolfo. O acordo elaborado pelo Cardeal Fabrizio Verospi entre os Barberini e os Colonna estipulou o valor do dote em cerca de 180.000 escudos que incluía dinheiro e crédito, bem como um castelo dos Colonna em Anticoli. Acredita-se que a transferência da comuna italiana da Palestrina entre as duas famílias estava ligada ao contrato; como parte do dote de Anna Colonna. Após a transferência, a comuna tornou-se um feudo dos Barberini o que permitiu a família nomear um dos seus membros como o Príncipe da Palestrina, um título que foi passado de um patriarca Barberini para outro enquanto a comuna permaneceu entre os bens da família. O filho de Taddeo, Carlo Barberini, mais tarde renunciou o seu direito de herdar os títulos do pai (como teria feito como filho mais velho) para se tornar um cardeal. Os títulos hereditários de Taddeo, portanto, passaram a seu segundo filho, Maffeo.
Como o Príncipe de Palestrina, Taddeo trabalhou para melhorar os edifícios locais e estabelecer novos serviços, mesmo que muitos dos quais eram principalmente auto-serviços. Reconstruiu o Palazzo Barberini (que ainda abriga o Mosaico do Nilo de Palestrina) e seu filho, Maffeo, mais tarde encomendou uma nova igreja nas proximidades. Taddeo ainda construiu um pequeno casino privado que operou durante alguns anos durante a sua administração, mas fechou quando futuros príncipes não tiveram interesse em jogo.

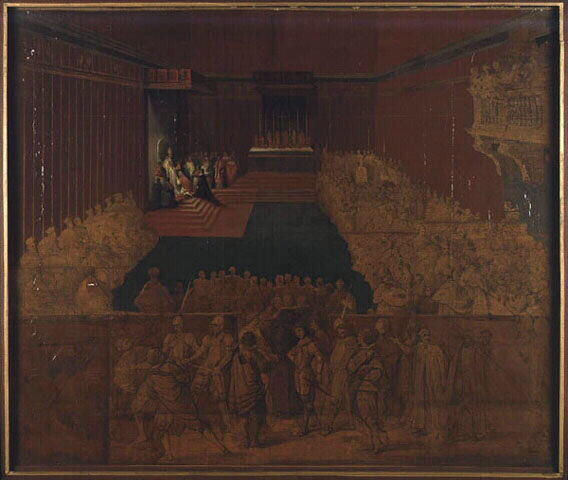
Investidura de Taddeo Barberini como prefeito pelo Papa Urbano.

O Papa Urbano honrou ainda mais o seu sobrinho, em 1631, nomeando-o Governador de Borgo, comandante de Sant'Angelo e prefeito de Roma. A investidura de Taddeo como prefeito foi celebrada com muita pompa e extravagância.
Estima-se que até 1632, as propriedades de Taddeo valiam mais de 4 milhões de escudos e que, ao longo do reinado de 21 anos de Urbano VIII, Taddeo acumulou 42 milhões de escudos em riqueza pessoal. Em 1635, a renda das propriedades de Taddeo foi estimada em 100 mil escudos por ano.

### Primeira Guerra de Castro
Em 1639, Eduardo I Farnésio, duque de Parma e Placência, chegou a Roma e, durante sua visita conseguiu insultar os irmãos cardeais de Taddeo. O Papa Urbano respondeu proibindo os embarques de grãos às áreas controladas pelos Farnese. Quando os Farnese ficaram, então, incapazes de pagar suas dívidas, o Papa enviou cobradores de dívidas. Finalmente, as tropas do Papa ocuparam Castro. As forças do Papa foram lideradas por Antonio Barberini, seu  comandante no campo mercenário Luigi Mattei, e por Fabrizio Savelli. Quando Savelli demonstrou ser um comandante apático, ele retornou a Roma e Taddeo Barberini foi designado em seu lugar.
Castro caiu sem resistência significativa e a vitória foi celebrada na canção composta para a família Barberini por Marco Marazzoli. Mas a vitória foi de curta duração e as tropas papais sofreram depois uma série de perdas decisivas. O Papa Urbano foi forçado a aceitar a derrota e assinou um tratado de paz com os duques Farnese, na tentativa de impedi-los de marchar sobre Roma.

### Exílio e morte
Em 1644, o tio de Taddeo, o Papa Urbano VIII, morreu e o Colégio dos Cardeais elegeu o Papa Inocêncio X da família Pamphili. No conclave de 1644, os irmãos cardeais de Taddeo projetaram um acordo para garantir a segurança da fortuna de sua família. Mas o novo papa se recusou a honrar o acordo e lançou uma investigação sobre supostos abusos financeiros durante a Primeira Guerra de Castro. Taddeo Barberini e seus irmãos foram forçados ao exílio e fugiram para Paris em 1646, onde foram apoiados pelo Cardeal Jules Mazarin. A esposa de Taddeo, Anna Colonna, apelou ao Papa Inocêncio pedindo-lhe para que permitisse que os Barberini mantivessem suas propriedades. Inocêncio concordou, mas os Barberini permaneceram no exílio por mais alguns anos.
Taddeo Barberini morreu em 1647, enquanto exilado na França sem nunca ver Roma novamente.

## Descendência

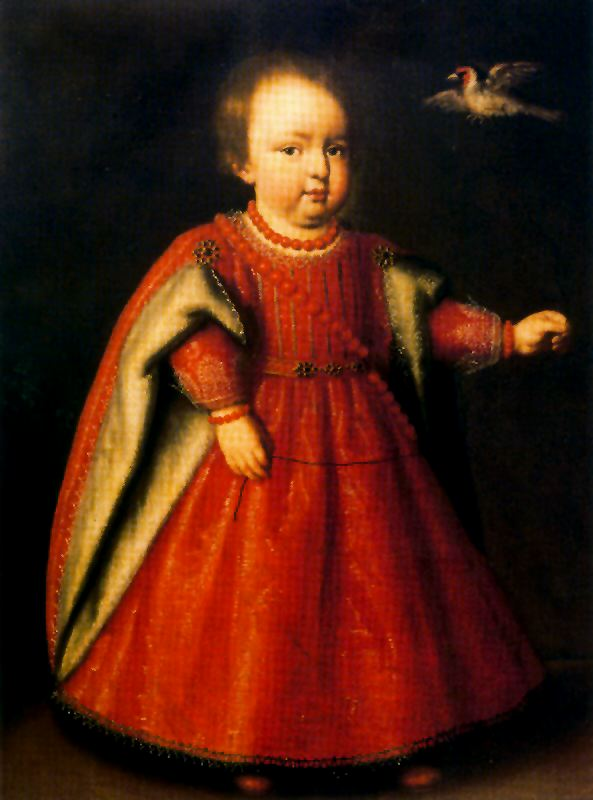
Camilla Barberini como uma criança, pouco antes de sua morte, pintada por Tiberio Tito.

Taddeo e Ana Colonna tiveram cinco filhos:
- Lucrécia (Lucrezia) (1628–1699) que se casou com Francisco I d'Este, Duque de Módena e de Reggio
- Camila (Camilla) (1629–1631) que morreu na infância
- Carlos (Carlo) (1630–1704) que se tornou um cardeal
- Maffeo que se tornou Príncipe da Palestrina
- Nicolau Maria (Niccolò Maria) (1635–1699)

## Legado
A família Barberini reconciliou com o papado, pelo menos parcialmente, por meio de dois filhos de Taddeo,  Carlo Barberini e Maffeo Barberini. Carlo foi elevado a cardeal pelo Papa Inocêncio X e Maffeo se casou com uma sobrinha-neta do Papa Inocêncio X, Olimpia Giustiniani, e por sua vez, teve um filho que foi elevado a cardeal, Francesco Barberini (junior). A filha de Taddeo, Lucrécia Barberini, casou-se com Francisco I d'Este, duque de Módena e Reggio.
O secretário de Barberini, Corinzio Benicampi, acompanhou o jovem Carlo Maratta a Roma, em 1636. O artista barroco recebeu mais tarde um dos seus primeiros trabalhos, "A Glória dos Santos", de Taddeo. A pintura foi concluída em 1645, dois anos antes da morte de Taddeo.